# نظرية العبقرية المتقدمة
نظرية العبقرية المتقدمة: هل هم خارج أذهانهم أم قبل وقتهم؟ هو كتاب واقعي أمريكي لعام 2010 من تأليف الصحفي جيسون هارتلي. يقدم تفسيراً لسبب اعتبار الموسيقيين المعروفين الآن على أنهم فظيعون أو أنهم "فقدوها". فقط هؤلاء الفنانين أو المشاهير تجاوزوا فهمنا "المتقدم" لأنهم عباقرة حقيقيون. يذكر الكتاب أيضًا الرياضيين والممثلين والكتاب وحتى المذيعين الرياضيين على أنهم من المحتمل أن يكونوا متقدمين.

## الخلفية
تؤكد النظرية التي طورها جيسون هارتلي وبريت بيرغمان أن الفنانين الذين يبدون سيئين ومربكين ما زالوا ينتجون أعمالًا ممتازة اليوم على الرغم من اعتقاد النقاد والمعجبين. تستند الفرضية إلى عدد قليل من الموسيقيين الرئيسيين (الأفراد فقط) وهم بوب ديلان وستينج وديفيد بوي (الأكثر أهمية) لو ريد. في وقت من الأوقات كان هؤلاء الموسيقيون يرتدون نظارات وسترات جلدية وقصة الموليت عندما لم يكن من المثير للسخرية القيام بذلك. يجب أن يكون لدى الفنانين الموسيقيين على الأقل صورة ذاتية على أحد أغلفة ألبوماتهم ويعرضون نظارتهم الشمسية أو تصفيفة شعرهم (مثل ستريت هسل و انفيدلز والادن سين). المبادئ الأساسية هي:
1. يجب أن تكون قد قمت بعمل رائع لأكثر من 15 عامًا.
2. لابد أنك أبعدت معجبيك الأصليين.
3. يجب أن تكون وحيدًا تمامًا.
4. يجب أن تكون غير متوقع.
5. لا بد أن "تفقده". بصورة مذهلة.

توجد العديد من القواعد الأخرى، ولكنها تتطور باستمرار. على سبيل المثال هناك علاقة بين البطل الخارق باتمان المتقدم والبطل الخارق للكتاب الهزلي (على سبيل المثال "بات دانس" و فال كيلمر ورداء أورسون ويلز) لكن لم يتم إثبات ذلك بشكل كامل.
يستخدم المصطلح "العلني" لوصف هؤلاء شبه المتقدمين (أو الذين يقتربون من التقدم) ولكن هؤلاء غريبون جدًا أو مثيرون للسخرية بحيث لا يمكن اعتبارهم متقدمين. ومن الأمثلة على ذلك عصر "الحوت الشاطئي" لبريان ويلسون وشخصية بونو ماكفيستو وتعاون كورت كوبين مع ويليام إس بوروز.
"إذا كانت الفرقة علنية فإنها تظهر متقدمة. ومع ذلك فهي في الواقع عكس المتقدمة لأن قراراتها التي تبدو غير قابلة للتفسير مدفوعة بالمكر."

## آراء النقاد
كانت الاستجابة للنظرية مختلطة. يقول روب شيفيلد من رولينج ستون أن النقاش هو "... مجرد وسيلة لمؤيدي التقدم لتقدير الموسيقى البذيئة من قبل الأشخاص الذين يعتبرونهم غير متأنقين. فهي تسمح لك بالتفاعل مع موسيقى لو رييد من الثمانينيات ولكن ليس هوترز أو اوتفيلد. هذه النظرية بأكملها مقيدة بمبدأ هايزنبيرجيان للوعي الذاتي."  ومع ذلك شارك شيفيلد نفسه في فريق بروكلين لمناقشة الكتاب حيث كان من الواضح أن موقفه لم يكن واضحًا للغاية. وكما يقول تشاك كلوسترمان في مقدمة الكتاب: "جزء مما يجعل نظرية التقدم مسلية للغاية (على الأقل بالنسبة لي) هي الطريقة التي تغضب بها الكثير من نقاد الموسيقى غير المبدعين والذين يبدؤون جميعهم تقريبًا برفضها تمامًا في قضاء العشرين دقيقة التالية في التركيز يدويًا على سبب عدم وجوب الحديث عنها أبدًا، حتى لو كان ذلك مزاحًا ". تنص مراجعة الكتاب في مجلة "الناشرون أسبوعيا" على أنه  "على الرغم من أن [النظرية] يجب أن تثير العديد من المناقشات حول ما إذا كان كتابك المفضل الحالي هو صريح أو متقدم، إلا أنه يوضح أيضًا أنه في كلتا الحالتين هناك المزيد من المتعة التي يمكن العثور عليها عندما يكون المرء متفتحًا.

## روابط خارجية
https://advancedtheory.blogspot.com/